# 一重継ぎ

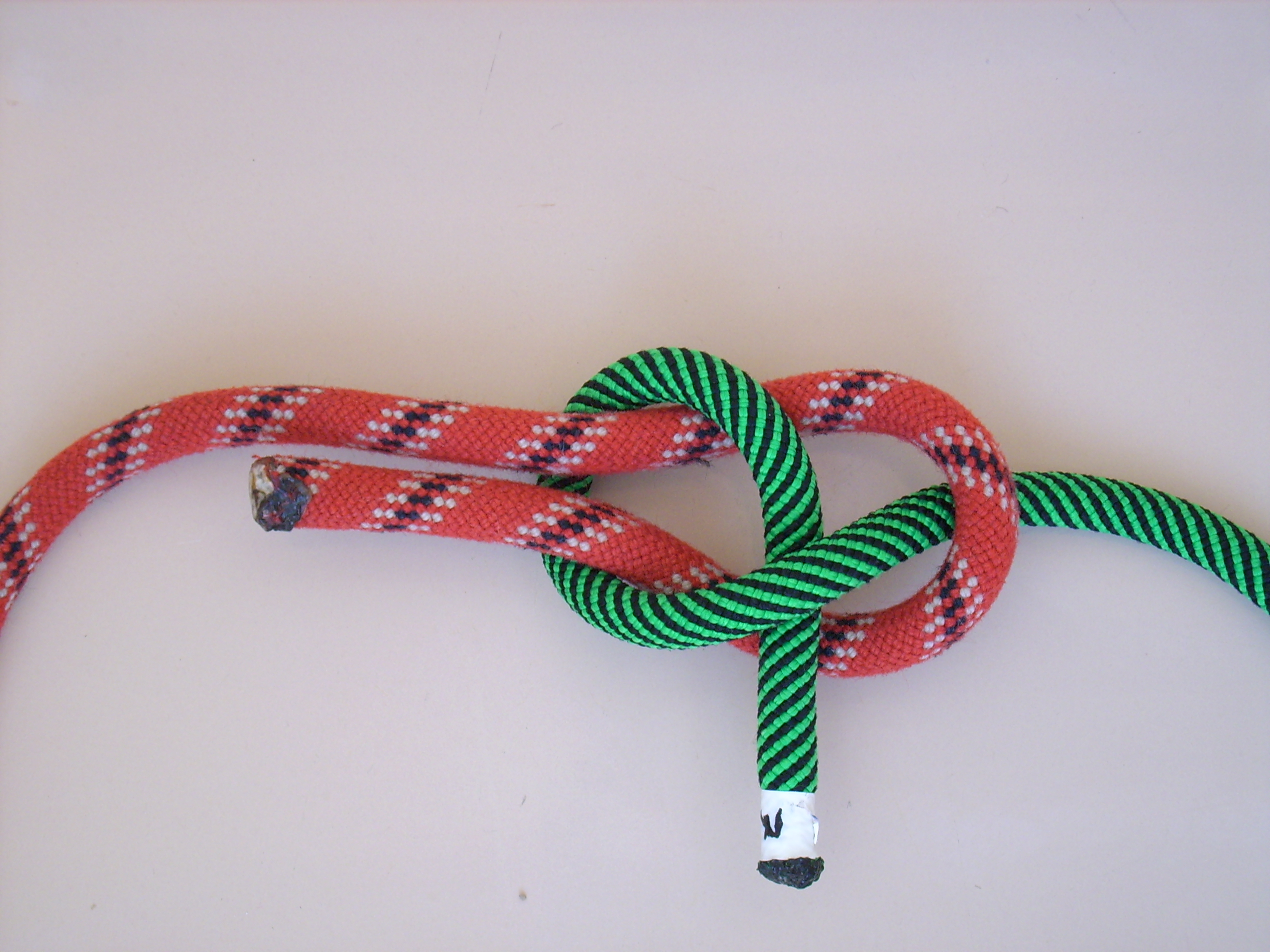
一重継ぎ

一重継ぎ（ひとえつぎ/いちじゅうつぎ）または一重つなぎとは、ロープや紐の端と端をつなぎ合わせる結び方のひとつ。機結び（はたむすび）・織工結び（しょっこうむすび）ともいう。英語ではシート・ベンド（Sheet bend）というが、後述するダブル・シート・ベンドと区別するためにシングル・シート・ベンド（Single sheet bend）ということもある。
旧石器時代の魚網には一重継ぎによって編みこまれたものがあり、そのころからこの結びが使われていたと考えられる。

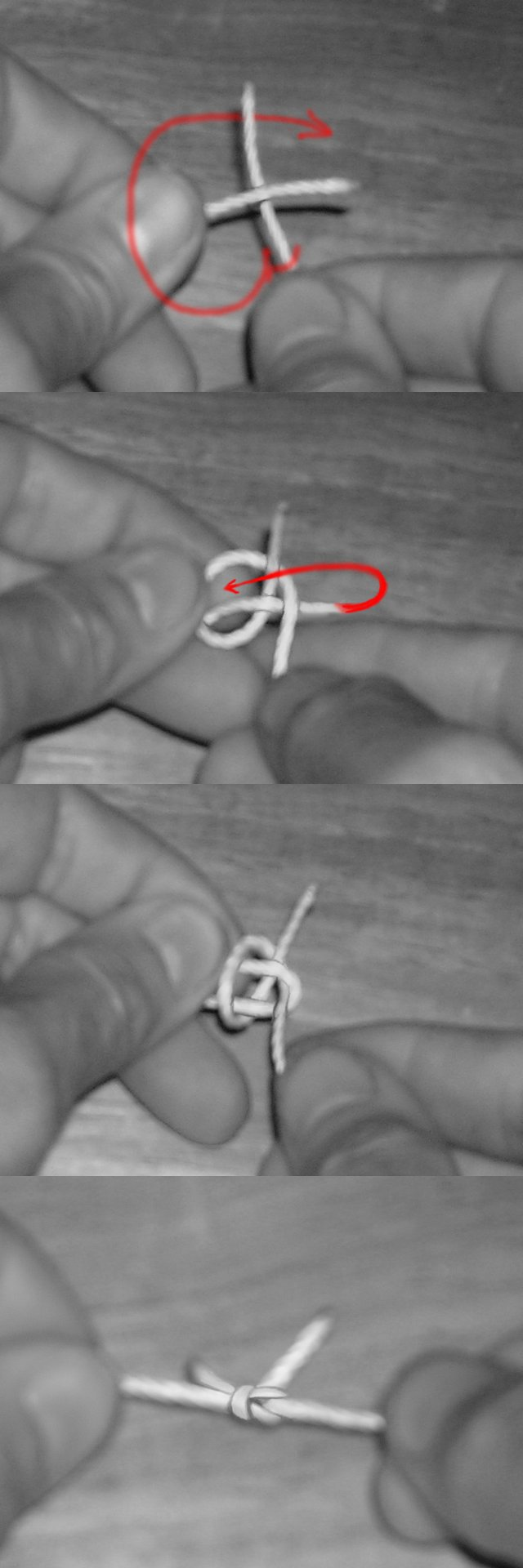
結び方

## 結び方
一重継ぎは以下のようにして結ぶ。
1. 片方の端に曲がりをつくる（記事冒頭の図では赤いロープに相当する）。
2. もう片方の端（記事冒頭の図での緑色のロープ）を、さきほどの曲がりの下から通し、曲がりの端の側から出す。
3. 2で出した端を、1の曲がりの下に通す。
4. そのまま端を、2で曲がりに通した部分の下を通して引き出す。

両端が結び目の同じ側（下の図では下側）に来るようにする。これは1本のロープで結べばもやい結びになる。
なお、必要であれば、最後の部分を引き解けにしておくこともできる。

通常の一重継ぎ
引き解けの一重継ぎ

## 特徴・用途

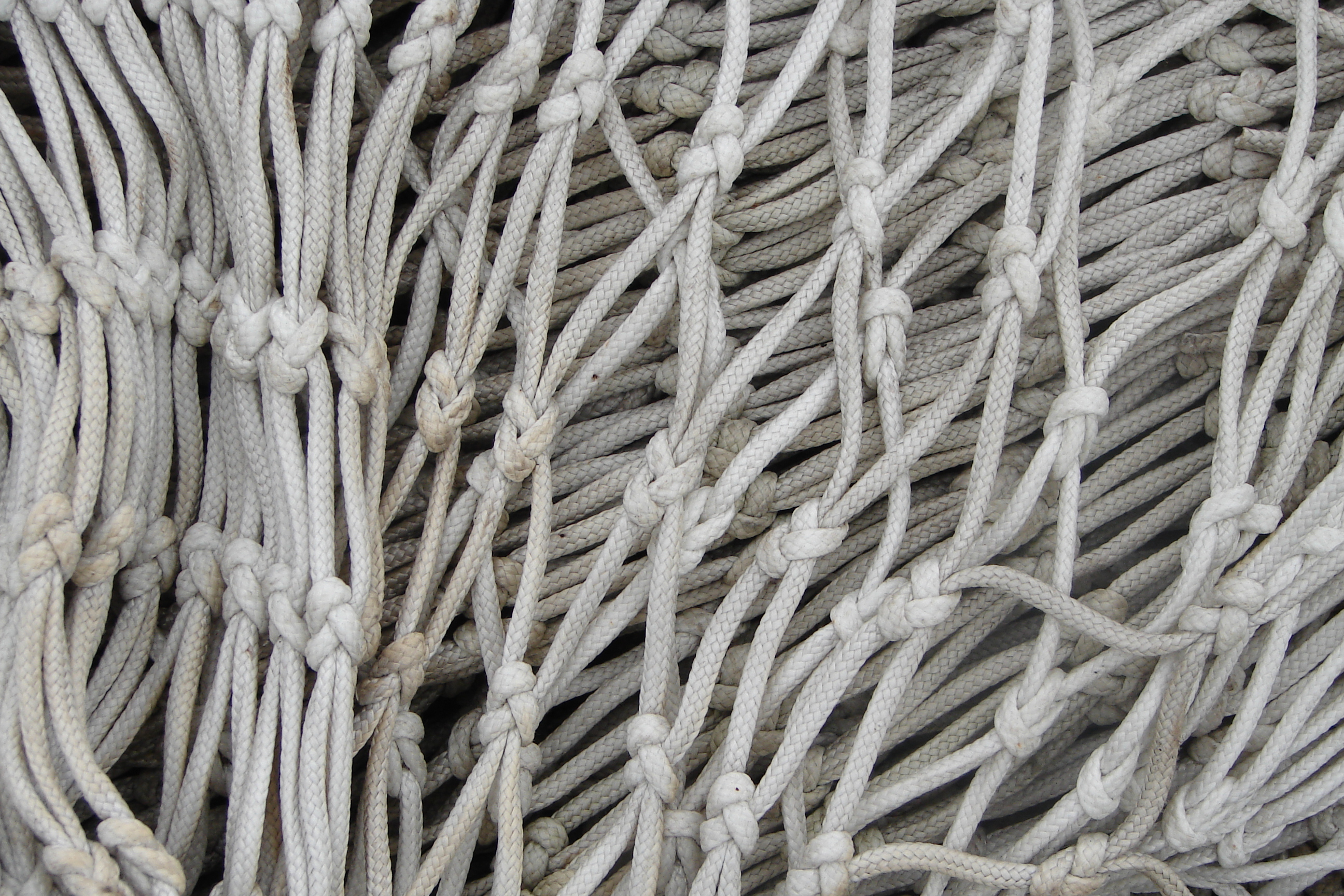
一重継ぎされた魚網

一重継ぎは、太さの異なるロープの連結に用いることができる。その際は、太い方のロープを曲がりにして結ぶようにする。　ただし現代では、素材（化学繊維）や構造の多様さから、単純に「太い、細い」では通用しない組み合わせがあり、ロープによっては著しく強度が落ちる（結び目が滑ってしまう）ことがある。ロープに滑りにくい天然繊維を用いた時代が長かったため問題なかったが、現在では「通用しなくなってきた結び」の一つとなっている。
強度は、結ばれていないロープの半分前後まで落ちるというデータが多い。

## 二重継ぎ

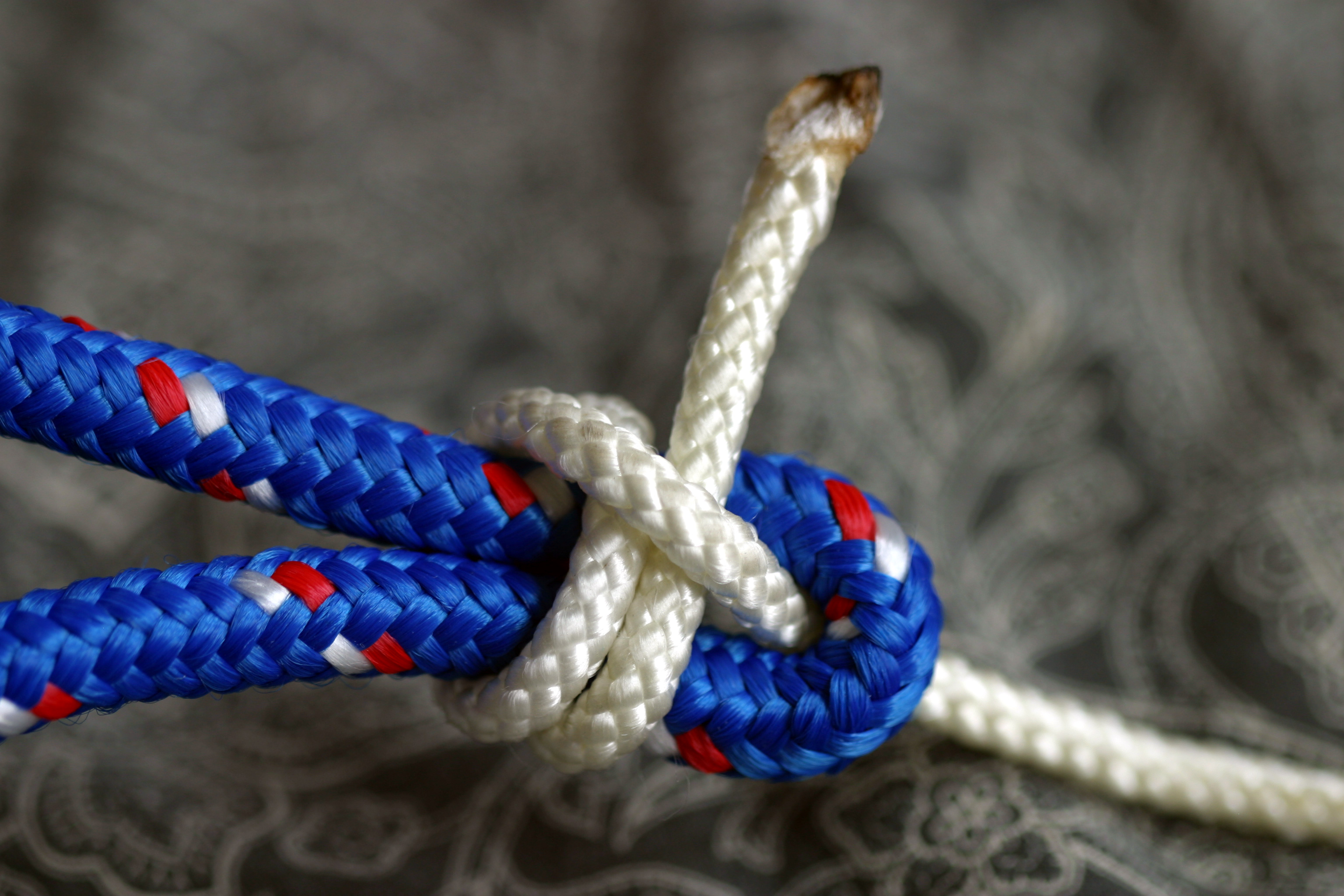
二重継ぎ

一重継ぎにおいて曲がりに1重の巻きを加える部分を二重にすると、二重継ぎ（ふたえつぎ）となる。一重継ぎよりも高い信頼性が求められるときや太さの異なるロープを連結するとき、またロープが濡れているときなどに用いる。英語ではダブル・シート・ベンド（Double sheet bend）という。